# Batalhão de Adidos

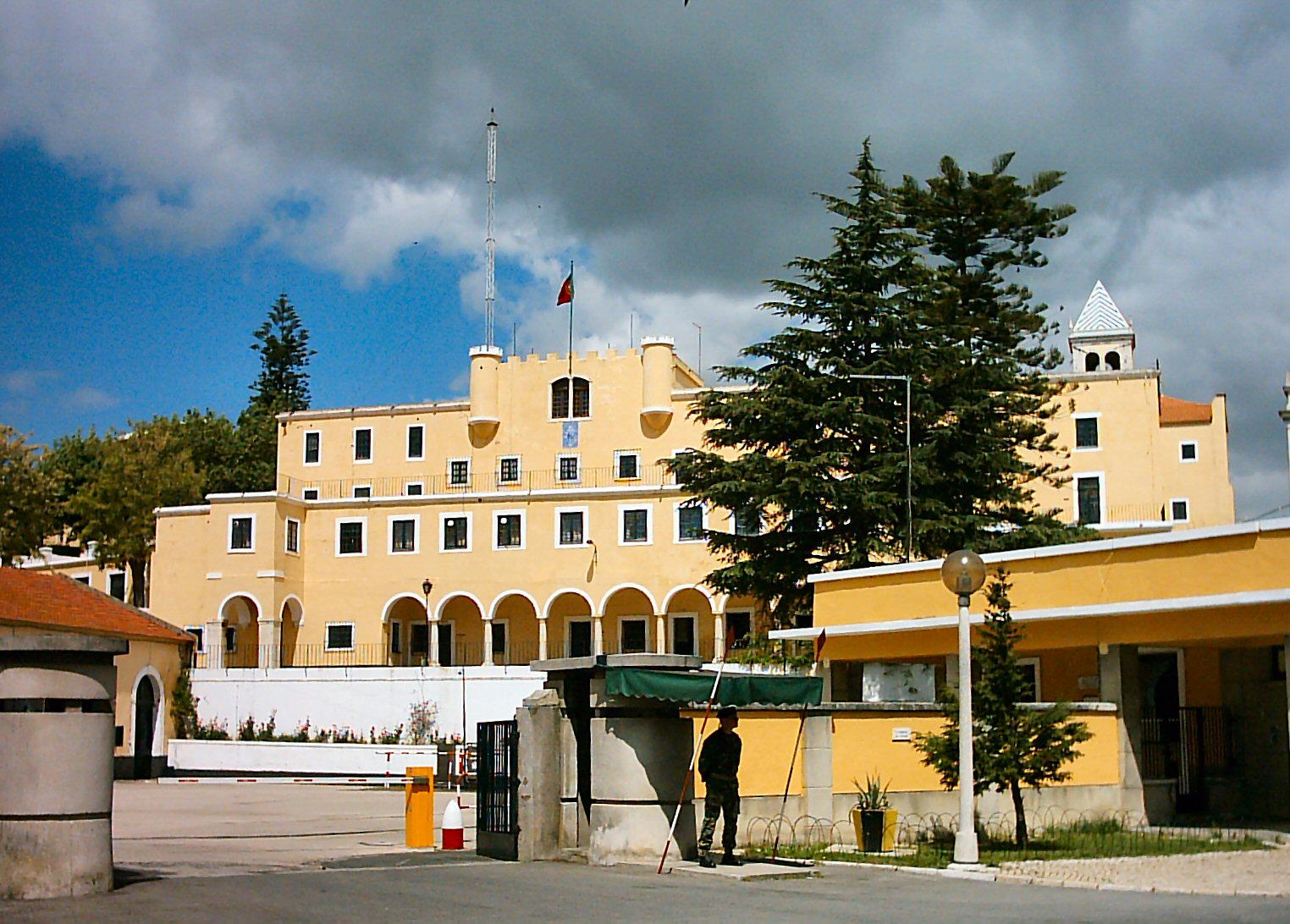
O Batalhão de Adidos estava instalado no Quartel de Sacavém.

O Batalhão de Adidos (BAdidos) era uma antiga unidade do Exército Português, cuja missão passava pela formação do pessoal de secretariado militar, funcionando assim como uma escola prática. Foi extinto em 2006, tendo as suas funções sido absorvidas pela nova Escola Prática dos Serviços.

## História
O Batalhão de Adidos, com a sua última designação, data de 30 de junho de 1993, durante uma reestruturação do Exército. 
Porém, as suas origens remontam ao período da Guerra Civil de 1832-34, quando foi criado, em 20 de agosto de 1833, o Depósito Geral Militar, extinto trinta anos mais tarde, em 21 de dezembro de 1863. 
Depois disso, muito mais tarde, foi criado o Depósito Geral de Adidos (30 de abril de 1960) - resultante da fusão de dois anteriores órgãos, a Companhia de Adidos do Governo Militar de Lisboa e o Depósito de Tropas do Ultramar - e que foi extinto após a Revolução dos Cravos, durante o Verão Quente, em 31 de agosto de 1975. 
Por fim, foi criado o Batalhão do Serviço Geral do Exército, em 9 de Maio de 1978, o qual foi renomeado "Batalhão de Adidos" em 1993. Usou por divisa «Fazer para Merecer».
Na sequência da reorganização do Exército de 2006, o Batalhão de Adidos e todas as escolas práticas de serviços foram fundidas na nova Escola Prática dos Serviços, com sede na Póvoa de Varzim. 
O Batalhão de Adidos ocupou o quartel de Sacavém (adaptado a partir do antigo Convento de Nossa Senhora dos Mártires e da Conceição dos Milagres de Sacavém), o qual tinha anteriormente sido por outras unidades militares, entre as quais o Regimento de Artilharia Pesada nº 1 (1930-1961) e a Escola Prática do Serviço de Material (1961-1993). Desativado em 2007, o antigo quartel foi nesse ano vendido a privados em hasta pública.

## Comandantes
Foram comandantes deste Batalhão:
- General José Luís Pinto Ramalho (2006)
- General Luís Vasco Valença Pinto (2003-2006)
- General José Manuel da Silva Viegas (2001-2003)
- General António Eduardo Queiroz Martins Barrento (1998-2001)
- General Gabriel Augusto do Espírito Santo (1997-1998)
- General Octávio Gabriel Calderon de Cerqueira Rocha (1992-1997)
- General José Alberto Loureiro dos Santos (1991-1992)
- General Mário Firmino Miguel (1987-1991)
- General Jorge da Costa Salazar Braga (1983-1986)
- General Amadeu Garcia dos Santos (1982-1983)
- General Pedro Alexandre Gomes Cardoso (1978-1981)
- General Vasco Joaquim Rocha Vieira (1976-1978)
- General António dos Santos Ramalho Eanes (1975-1976)
- General Carlos Alberto Idães Soares Fabião (1974-1975)
- General Jaime Silvério Marques (1974)
- General João Paiva Leite Brandão (1972-1974)
- General António Augusto dos Santos (1971-1972)
- General Alberto Andrade e Silva (1969-1971)
- General Luís Maria da Câmara Pina (1958-1969)
- General José António da Rocha Beleza Ferraz (1958)
- General Frederico da Costa Lopes da Silva (1956-1958)
- General José Filipe de Barros Rodrigues (1945-1955)
- General Tasso Miranda Cabral (1939-1945)
- General José Augusto Lobato Guerra (1935-1939)
- General José Alberto de Silva Bastos (1933-1935)
- General Eduardo Augusto Marques (1933)
- General Artur Ivens Ferraz (1931-1933)
- General Amílcar de Castro Abreu e Mota (1929-1931)
- General João José Sinel de Cordes (1926-1928)
- General João Pereira Bastos (1924-1926)
- General Tomás António Garcia Rosado (1917-1924)
- General António Rodrigues Ribeiro (1916-1917)
- General João Martins de Carvalho (1910-1916)
- General de Brigada Sebastião Custódio de Sousa Teles (1909-1910)
- General de Brigada José Manuel de Elvas Cardeira (1903-1909)
- General de Brigada Alberto Ferreira da Silva Oliveira (1900-1903)
- General de Brigada José Cabral de Oliveira Miranda (1896-1899)
- General de Brigada Januário Correia de Almeida (1893-1896)
- General de Divisão António Nogueira Soares (1890-1893)
- General de Brigada Cândido Xavier de Abreu Viana (1886-1890)
- General de Divisão António de Mello Breynner (1884-1885)
- General de Brigada António Azevedo Cunha (1882-1883)
- General de Brigada António Maria Fontes Pereira de Melo (1881-1882)
- General de Divisão José Manços de Faria (1868-1879)
- General de Brigada Augusto Ernesto Luís (1864-1867)
- Marechal de Campo Visconde de Nossa Senhora da Luz (1857-1864)
- General de Brigada José Feliciano da Silva Costa (1850-1851)

## Localização
O Batalhão de Adidos localizava-se em Sacavém, funcionando no antigo Convento de Nossa Senhora dos Mártires e da Conceição, que já tinha acolhido anteriormente o Regimento de Artilharia Pesada nº 1 e a Escola Prática do Serviço de Material.